# 埼玉県道38号加須鴻巣線

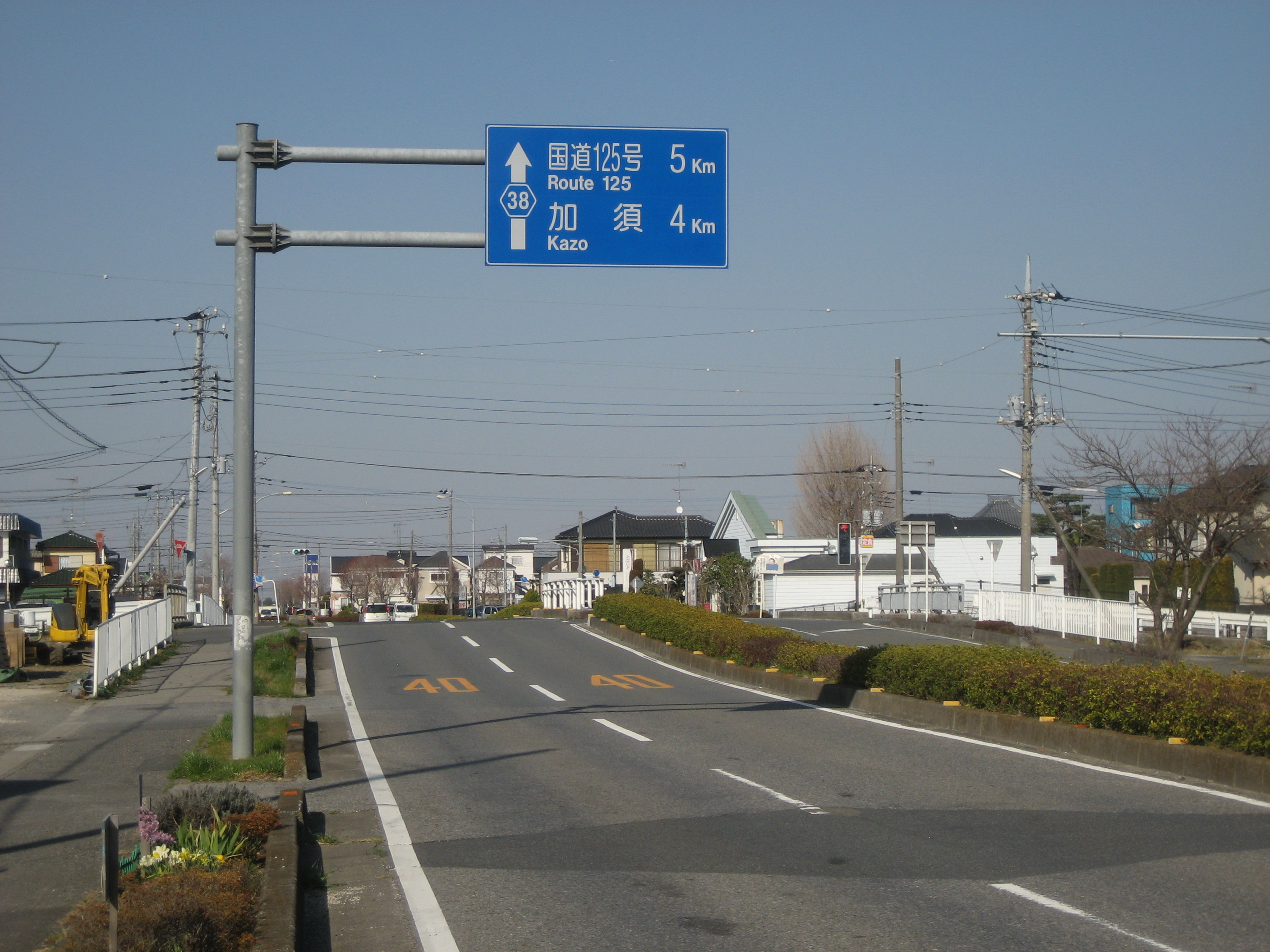
加須市騎西4車線区間付近

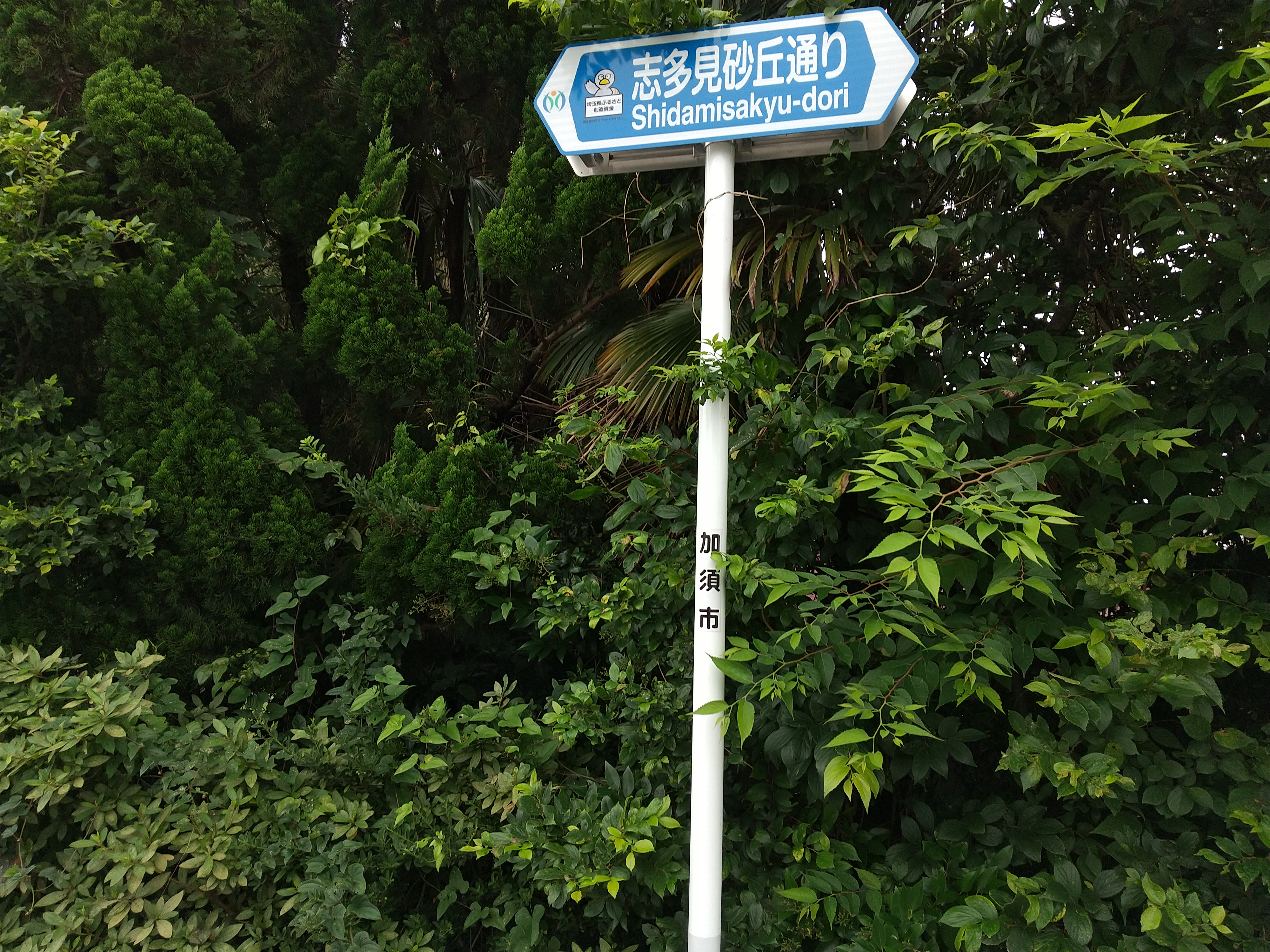
志田見砂丘通りの標識

埼玉県道38号加須鴻巣線（さいたまけんどう38ごうかぞこうのすせん）は、埼玉県加須市から埼玉県鴻巣市に至る、延長約12キロメートルの県道（主要地方道）である。通称は加須県道。

## 概要
加須市西部の志多見の国道122号交点より、東へ市街地方面へ進み、加須駅入口を経由し、中央二丁目から南西方向に向きを変えて、旧北埼玉郡騎西町で国道122号と再び交差し、鴻巣市の国道17号天神交差点に至る。旧騎西町内には、4車線で建設された区間が一部存在する。
終点の天神二丁目交差点で直結する埼玉県道27号東松山鴻巣線と共に県南西部 - 県北東部を往来する幹線道路網の1つを形成しており、終点の天神二丁目交差点付近では朝夕を中心に渋滞が頻発している。その他、加須市内においても踏切や歩道のない狭い片側1車線の区間があり、この区間がボトルネックとなり渋滞が頻発している。また、主要地方道ながら加須市街は大型貨物自動車等通行止めとなっており、迂回に関する案内も存在しない。
かつて加須市内では、加須市役所（北）交差点を起点とし、加須駅入口より現道に至る経路であったが、2018年6月15日に国道125号の旧道の一部区間を継承する形で志多見まで延長された。
2020年には加須市の合併10周年記念行事の一環として市内の道路愛称の公募が行われ、本県道の不動尊入口交差点から、埼玉県道128号熊谷羽生線（別線）の加須・行田市境付近までが「志多見砂丘通り」と命名された。

## 地理

### 通過する自治体
- 埼玉県
  - 加須市 - 鴻巣市

### 愛称
- 志多見砂丘通り（加須市不動尊入口交差点 - 志多見交差点）

### 交差する道路
| 交差する道路                              | 交差する道路                    | 交差点名                              | 所在地 | 最高速度 (km/h) |
| ----------------------------------------- | ------------------------------- | ------------------------------------- | ------ | --------------- |
| 埼玉県道128号熊谷羽生線 行田・熊谷方面    |                                 |                                       |        |                 |
| 国道122号                                 | 国道122号                       | 志多見                                | 加須市 | 50              |
| 埼玉県道366号三田ヶ谷礼羽線               | 埼玉県道305号礼羽騎西線         | 不動尊入口                            | 加須市 | 50              |
| -                                         | 旧埼玉県道152号加須幸手線       | 愛宕                                  | 加須市 | 50              |
| 埼玉県道129号加須羽生線                   |                                 | 不動岡                                | 加須市 | 50              |
| 埼玉県道411号加須停車場線                 | 本線                            | 加須市役所入口                        | 加須市 | 50              |
| 埼玉県道411号加須停車場線                 | 本線                            | 加須駅入口                            | 加須市 | 40              |
| 旧埼玉県道152号加須幸手線                 | 本線                            | 中央2丁目                             | 加須市 | 40              |
|                                           | 埼玉県道151号久喜騎西線バイパス | 上高柳                                | 加須市 | 40              |
| 埼玉県道151号久喜騎西線                   | 埼玉県道151号久喜騎西線         | 日出安                                | 加須市 | 40              |
| 国道122号                                 | 国道122号                       | 藤の台工業団地                        | 加須市 | 40              |
| 本線                                      | 埼玉県道151号久喜騎西線         | プラザきさい前 （旧・騎西総合支所前） | 加須市 | 40              |
| 埼玉県道313号北根菖蒲線                   | 埼玉県道313号北根菖蒲線         | 榎戸                                  | 加須市 | 40              |
| 南北埼広域農道                            |                                 |                                       | 加須市 | 40              |
| 埼玉県道77号行田蓮田線                    | 埼玉県道77号行田蓮田線          | 笠原郵便局                            | 鴻巣市 | 40              |
| 国道17号                                  | 国道17号                        | 天神2丁目                             | 鴻巣市 | 40              |
| 埼玉県道27号東松山鴻巣線 東松山・吉見方面 |                                 |                                       |        |                 |

### 重複区間
- 埼玉県道411号加須停車場線（加須市・加須市役所入口交差点 - 同市・加須駅入口交差点）
- 国道122号（加須市騎西・藤の台工業団地交差点 - 同市下崎・プラザきさい前（旧・騎西総合支所前）交差点）

### 沿線の施設
| 施設                                                                    | 所在地 |
| ----------------------------------------------------------------------- | ------ |
| 北埼玉医師会メディカルセンター                                          | 加須市 |
| 加須市立加須西中学校                                                    | 加須市 |
| 諏訪神社                                                                | 加須市 |
| 加須警察署                                                              | 加須市 |
| 加須駅                                                                  | 加須市 |
| 加須市民総合会館                                                        | 加須市 |
| 加須保健所                                                              | 加須市 |
| トライアル騎西店                                                        | 加須市 |
| 加須市役所騎西総合支所（旧・騎西町役場） ※2018年4月にプラザきさいへ統合 | 加須市 |
| 騎西城 土塁跡                                                           | 加須市 |
| 騎西郵便局                                                              | 加須市 |
| 大英寺                                                                  | 加須市 |
| 騎西けやき公園                                                          | 加須市 |
| 埼玉県環境科学国際センター                                              | 加須市 |
| 埼玉県立騎西特別支援学校                                                | 加須市 |
| 東光寺                                                                  | 鴻巣市 |
| 笠原郵便局                                                              | 鴻巣市 |
| 埼玉脳神経外科医院                                                      | 鴻巣市 |
| 鴻巣市上谷総合公園                                                      | 鴻巣市 |
| 鴻巣市立笠原小学校                                                      | 鴻巣市 |

## ギャラリー

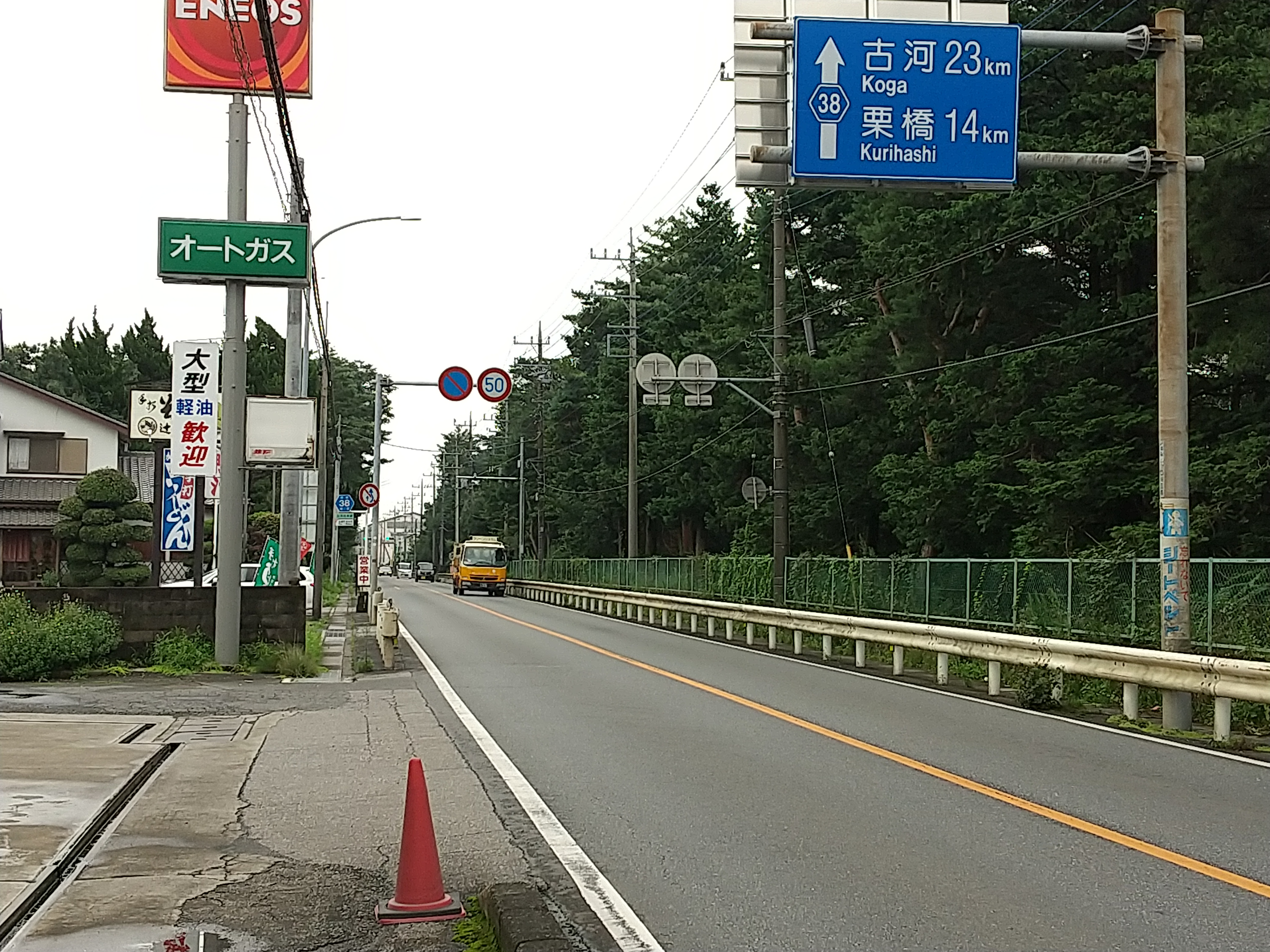
加須市志多見付近
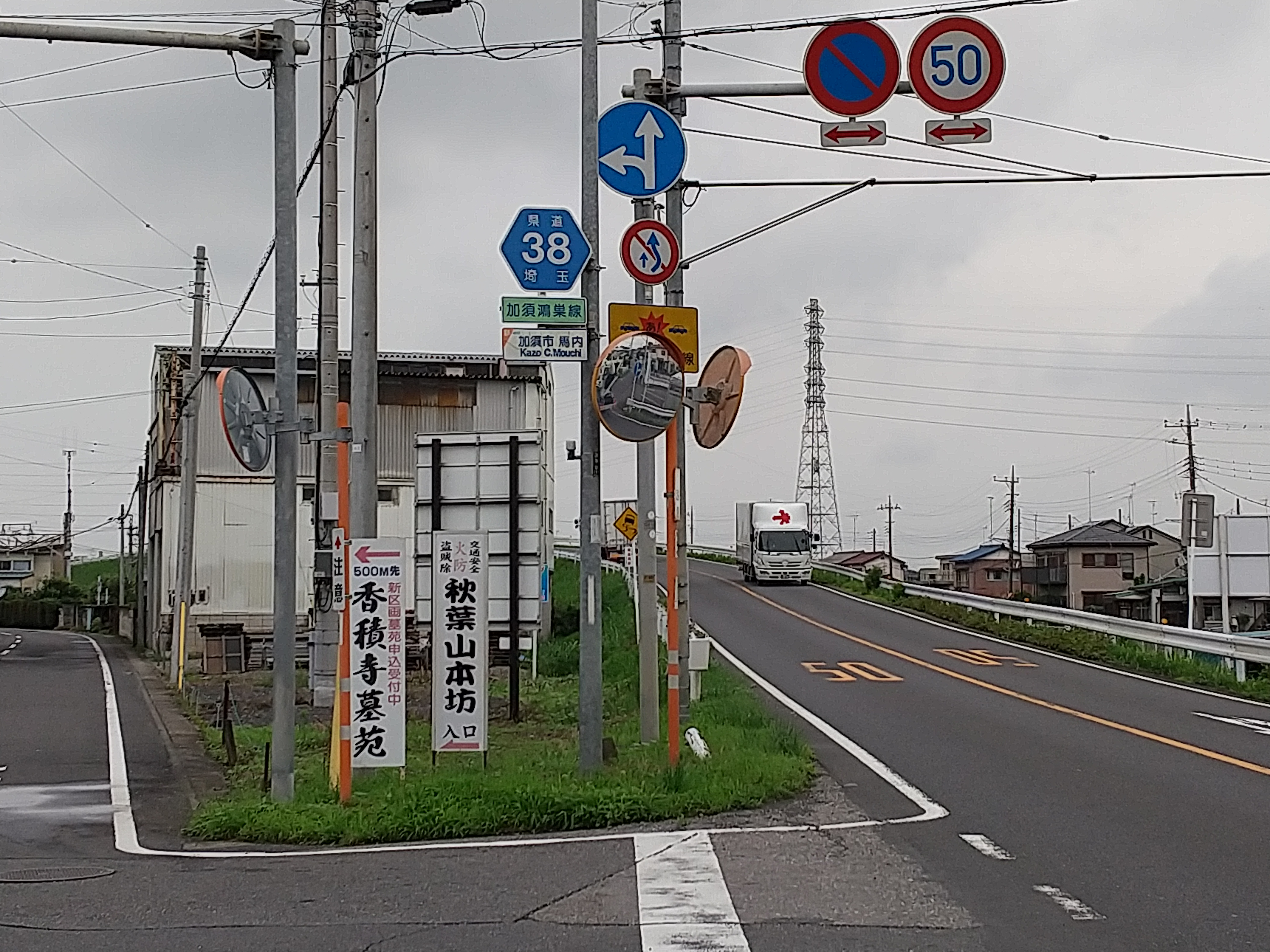
加須市馬内付近
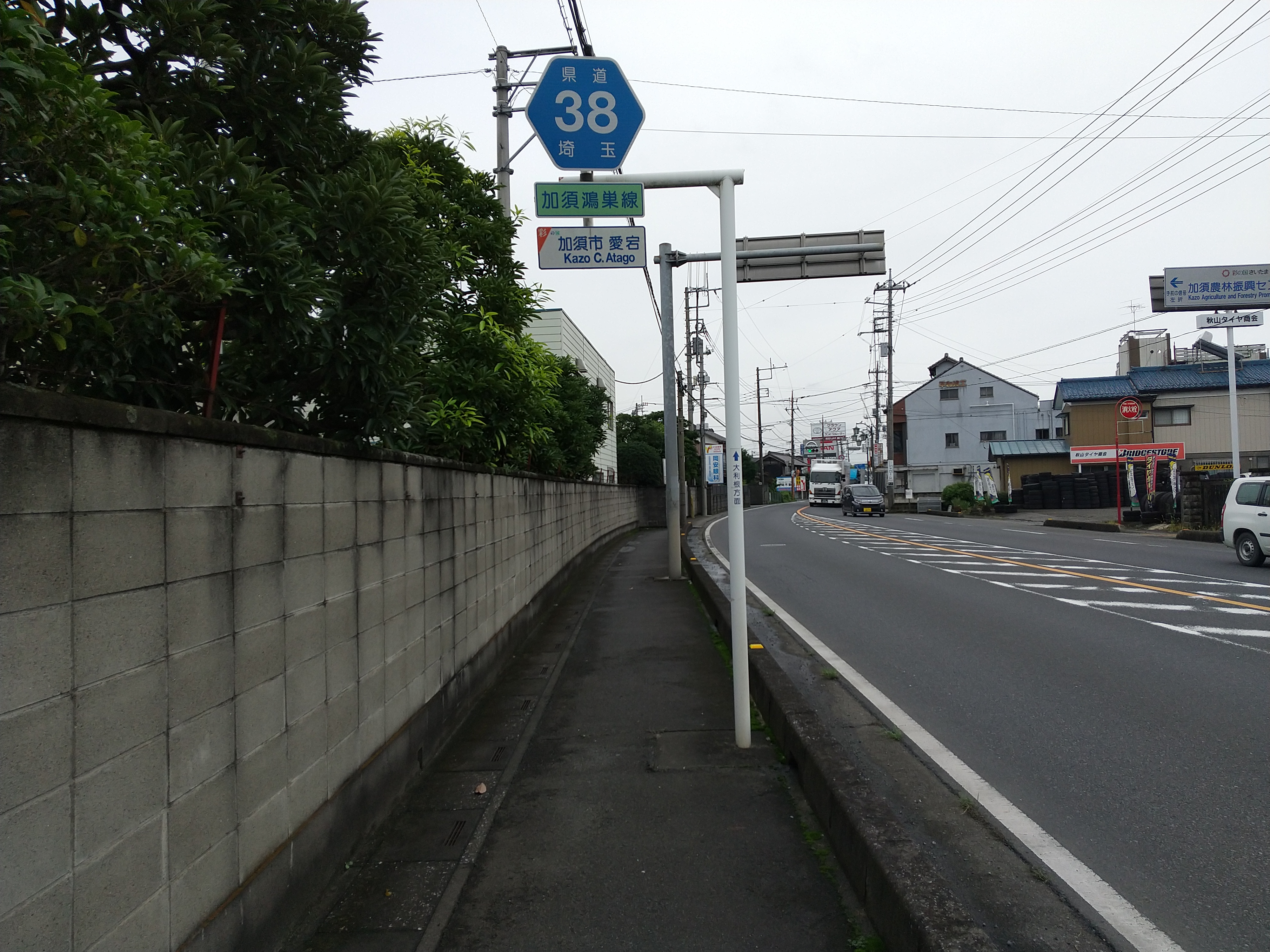
加須市愛宕付近
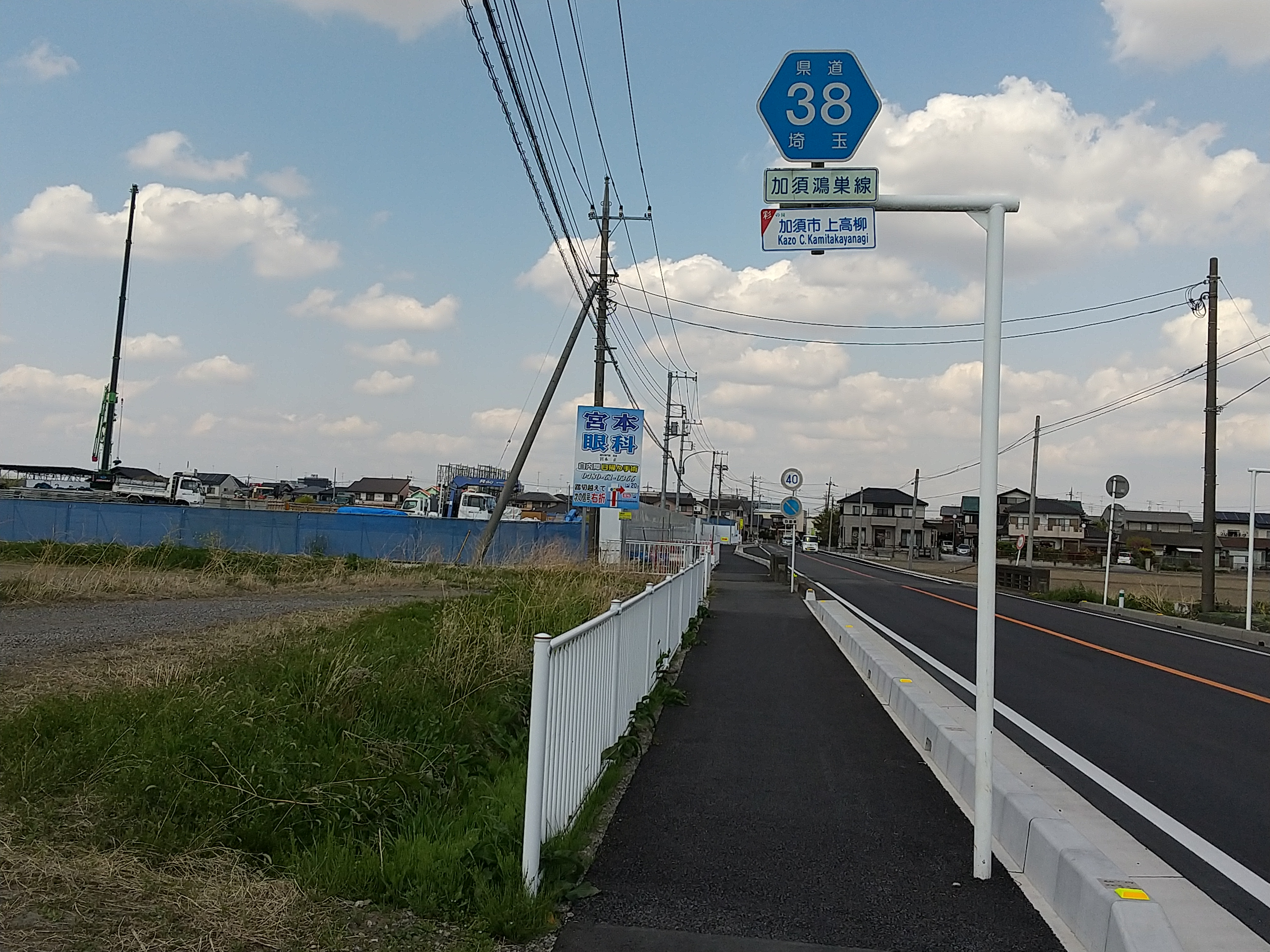
加須市上高柳付近
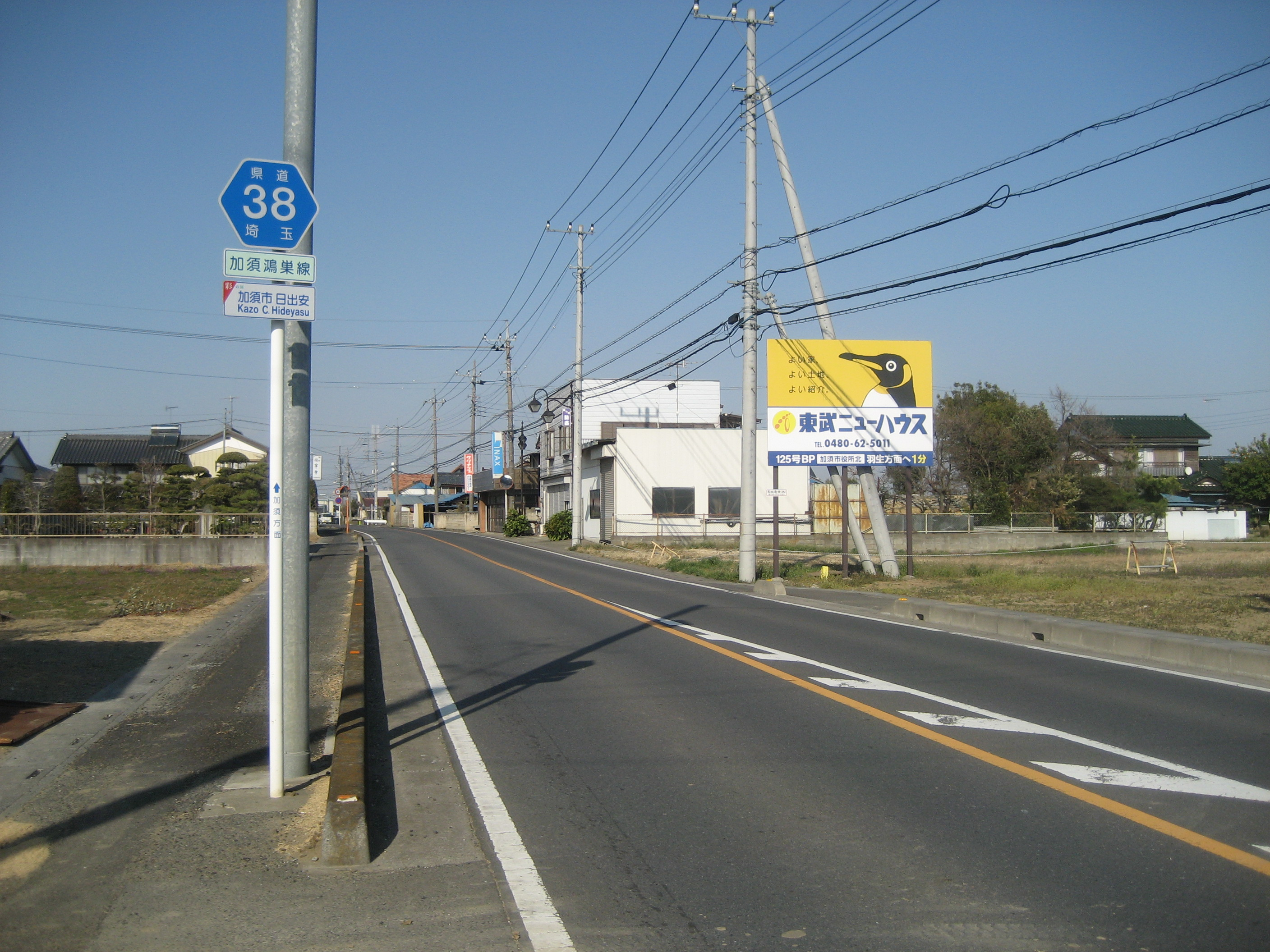
加須市日出安付近
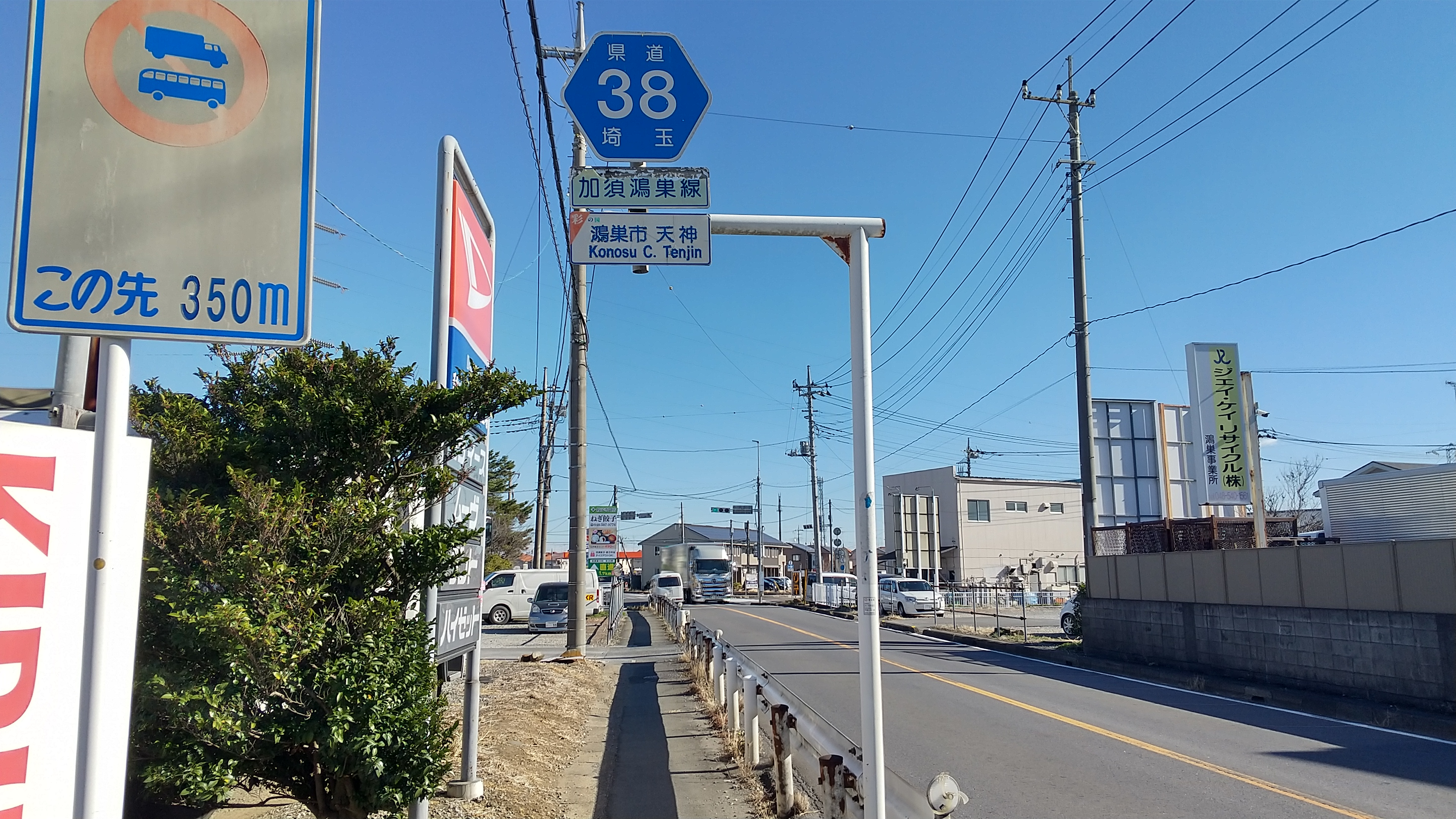
鴻巣市天神付近